# Tanyproctus bucharicus
Tanyproctus bucharicus är en skalbaggsart som beskrevs av Edmund Reitter 1897. Tanyproctus bucharicus ingår i släktet Tanyproctus och familjen Melolonthidae. Inga underarter finns listade i Catalogue of Life.